# Józef Sapieha (1737–1792)
Józef Sapieha herbu Lis (ur. w czerwcu 1737, zm. 10 stycznia 1792 w Lachowcach) – krajczy wielki litewski, regimentarz generalny litewski konfederacji barskiej, marszałek powiatu wołkowyskiego w konfederacji barskiej.
Był synem Ignacego i Anny z Krasickich (ciotki prymasa Ignacego Krasickiego), bratem Franciszka Ksawerego i Kajetana Michała.
Uczył się w Jezuickim Kolegium Lwowskim. W latach 1752–1758 uczył się w warszawskim Collegium Nobilium. W 1758 uzyskał tytuł pułkownika husarskiego, w tym też roku został posłem na sejm. Od 1763 roku członek partii Michała Kazimierza Radziwiłła. 7 maja 1764 podpisał manifest przeciwko rozpoczęciu obrad sejmowych przy obecności wojsk rosyjskich w Warszawie. W grudniu 1766 roku dzięki protekcji teścia, Józefa Aleksandra Jabłonowskiego uzyskał urząd krajczego wielkiego litewskiego. Członek Komisji Wojskowej Wielkiego Księstwa Litewskiego w 1766 roku.
Od lipca 1769 tworzył na Litwie konfederację barską. 5 sierpnia 1769 otrzymał regimentarstwo generalne skonfederowanych wojsk litewskich. Pod naporem wojsk rosyjskich ewakuował się do Prus, pozostawiając wojsko niedoświadczonemu bratu Kajetanowi Michałowi. W roku 1770 na kilka miesięcy zaprzestaje działalności politycznej, przebywając w Gdańsku i u swojego kuzyna, biskupa Ignacego Krasickiego. Posądzany o tchórzostwo i bezczynność nie rezygnował ze stanowiska regimentarza. Mimo ogłoszenia zamiaru, nie wrócił na Litwę, podróżując m.in. do Cieszyna i Drezna. W listopadzie 1771 rozegrał się spór pomiędzy Józefem a hetmanem Michałem Kazimierzem Ogińskim o władzę nad praktycznie nieistniejącą już armią konfederacką. W wyniku sporu podzielono pomiędzy nich władzę a praktyczne przywództwo nad wojskami litewskimi przejął Szymon Kossakowski. 13 marca 1772 próbował przebić się do oblężonego Wawelu, wyprawa ta zakończyła się jednak kompletnym fiaskiem.
Po klęsce konfederacji wyjechał z żoną Teofilą do Francji. W latach następnych mieszkali w Strasburgu i Paryżu, tonąc powoli w długach. Część majątku w Polsce udało się uratować dzięki przepisaniu ich na syna Józefa, Aleksandra. W 1774 Józef sprzedał swoje pułkownikostwo husarskie bratankowi Kazimierzowi Nestorowi.
Do Polski powrócił w 1777, jego żona pozostała jeszcze przez czas jakiś we Francji. Aby spłacić długi w 1784 sprzedał urząd krajczego wielkiego litewskiego.
Zmarł 10 stycznia 1792 w Lachowcach.
Był ojcem Aleksandra Antoniego.